# Новый Урей
Новый Урей (Novyi Urei) — железокаменный метеорит весом 2116 грамм, найденный в селе Карамзинка Краснослободского уезда Пензенской губернии (ныне Ардатовского района Мордовии).
Синонимы: Алатырь (Alatyr'); Краснослободск (Krasnoslobodsk); (Novo-Urei); (Nowy-Urej); (Novy Urej); (Novyj Urej); (Urei).
Интересные подробности дошли до нас о падении замечательного метеорита Новый Урей, в котором впервые были обнаружены алмазы. Учитель городского училища в г. Керенске П. И. Барышников сообщал:
… 10 сентября 1886 года (дата указана неверно, Е. К.) по утру несколько новоурейских крестьян верстах в 3 от деревни пахали своё поле. День был пасмурный, хотя дождя не было, но вся С. В. сторона неба была покрыта тучами. Крестьяне с часу на час ожидали дождя. Вдруг совершенно неожиданно сильный свет озарил всю окрестность; затем через несколько секунд раздался страшный треск, подобный пушечному выстрелу, или взрыву, за ним второй, более сильный. Вместе с шумом в нескольких саженях от крестьян упал на землю огненный шар; вслед за этим шаром, невдалеке, над лесом спустился другой, значительно более первого. Все явление продолжалось не более минуты. Обезумевшие от страха крестьяне не знали, что делать, они попадали на землю и долго не решались двинуться с места, им показалось, что разразилась сильнейшая гроза и с неба начали падать «громовые стрелы». Наконец, один из них, несколько ободрившись, отправился к тому месту, где упала громовая стрела и, к удивлению своему, нашел неглубокую яму; в середине её, углубившись до половины в землю, лежал очень горячий камень черного цвета. Тяжесть камня поразила крестьян. Затем они отправились к лесу разыскивать второй больший камень, но все усилия их были напрасны: лес в этом месте представляет много болот и топей и найти аэролит им не удалось; по всей вероятности, он упал в воду. На следующий день один из крестьян того же урейского выселка отправился на своё поле посмотреть копны гречихи. Здесь совершенно случайно им найден был такой же точно камень, какой принесли накануне его соседи. Камень также образовал вокруг себя ямку; часть камня была в земле. Поле гречихи находилось довольно далеко от дороги и неособенно далеко от вчерашней пашни… Дальнейшие поиски крестьян в окрестностях Нового Урея не привели ни к чему…
Упавшие космические тела местные жители считали целебными и приносящими удачу:
…камень разбит на части и разобран местными жителями, сохранявшими его как святыню: по их словам, «эти камни исцеляют всякие болезни людей и скота, диаволы боятся его как креста, богатство к дому прибывает от них, быть на суде и при этих камнях всегда оправдан будешь» — одним словом, это первая святыня; даже благочестивая старушка уверяет, что она видела, когда летел камень, то вперед от него видно было, как чорт вертелся от преследования за ним камня
Минералогом М. В. Ерофеевым и профессором химии П. А. Лачиновым в метеоритном веществе Ново-Урейского метеорита были обнаружены крупинки алмаза, что явилось важным фактом в осознании возможностей образования алмазов вне земной коры.